# 4880 Tovstonogov
4880 Tovstonogov eller 1975 TR4 är en asteroid i huvudbältet som upptäcktes den 14 oktober 1975 av den ryska astronomen Ljudmila Tjernych vid Krims astrofysiska observatorium på Krim. Den är uppkallad efter Georgij Tovstonogov.
Asteroiden har en diameter på ungefär 8 kilometer och den tillhör asteroidgruppen Hansa.